# Триоксид диброма
Триоксид диброма — неорганическое соединение
брома и кислорода с формулой Br2O3,
оранжевые кристаллы,
разлагаются при температуре выше -40°С.

## Получение
- Действие озона на раствор брома в CCl3F:

{\displaystyle {\mathsf {Br_{2}+O_{3}\ {\xrightarrow {-90^{o}C}}\ Br_{2}O_{3}}}}

## Физические свойства
Триоксид диброма образует неустойчивые оранжевые кристаллы,
при температуре выше -40°С разлагается, при быстром нагревании взрывается при 0°С.
Молекула имеет строение BrOBrO2.